# Ungulipetalum
Ungulipetalum é um género botânico pertencente à família Menispermaceae.

## Espécies
- Ungulipetalum filipendulum (Mart.) Moldenke

1. ↑  «Ungulipetalum — World Flora Online». www.worldfloraonline.org. Consultado em 19 de agosto de 2020